# Балістична таблица
Балістичні таблиці - таблиці, що відображають траєкторію польоту кулі в ідеальних умовах (0 метрів над рівнем моря, температура 15 градусів Цельсія, тиск 760 Hg (1013mdar), відносна вологість 78%). При зміні цих показників траєкторія польоту кулі змінюється. Наприклад при збільшенні висоти над рівнем моря, зменшенні тиску, куля зустрічає менший опір повітря, в неї збільшується балістичний коефіцієнт. У балістичних таблицях вказується маса кулі, однак, навіть в однакових калібрах, маса кулі може бути різною (сталеве осердя, мідна оболонка, безоболонкова свинцева куля, комбінації можуть бути різними). Чим більша маса кулі, тим кращий балістичний коефіцієнт.
Також у балістичних таблицях вказується швидкість на різних ділянках польоту кулі для розрахунку балістичного коефіцієнта. Значення балістичних таблиць використовуються для внесення відповідних поправок на відстань, зустрічаються балістичні таблиці зі зносом кулі вітром. Тож стрільцеві доводиться знати значення балістичних таблиць на пам'ять. Використання балістичного калькулятора займає багато часу, (внесення усіх даних у нього) налаштування прицілу (викручування чохла шкали рукоятки, послаблення гайок які фіксують шкали, і аж після цього налаштування самої шкали,) займає кілька хвилин, про ручне обчислення формул уже взагалі не йдеться. Тому досвідчений стрілець  враховує відстань до цілі, боковий зустрічний  вітер, інші метеоумови, і ставить перехрестя сітки оптичного прицілу трохи вище чи нижче, праворуч чи ліворуч. Такі навички  досягаються довгими годинами практичної стрільби.
Також в балістичних таблицях може вказуватись найбільш рекомендована дистанція для пристрілки зброї, як у німецьких Gunstigste Einschiss Entferumung, або GEE. В радянській армії зброю як автоматичну (АКМ тощо) так і снайперську зброю (СВД) пристрілювали на 100 м.